# Vadászfalva
Vadászfalva (1899-ig Benetine, szlovákul: Beňatina) község Szlovákiában, a Kassai kerület Szobránci járásában.

## Fekvése
Szobránctól 16 km-re északkeletre, az ukrán határ mellett, a néhai Ung és Zemplén vármegyék határán található.

## Története
A települést a 14. században, a vlach jog alapján alapították a tibai váruradalom területén. 1333-ban említik először. Magyar nevét bőséges vadállományáról kapta, szlovák neve pedig eredetileg pataknév volt. Régi görögkatolikus temploma a 16. század második felében valószínűleg már állt. 1715-ben 12 jobbágy háztartása volt. 1720-ban 21 a háztartások száma.
A 18. század végén, 1796-ban Vályi András így ír róla: „BENETINE. Benetzina. Tót falu Ungvár Vármegyében, birtokosai többnyire ó hitűek, fekszik Tybéhez nem meszsze, mellynek filiája, határja soványas, harmadik Osztálybéli.”
1828-ban 36 házában 284 lakos élt.
Fényes Elek 1851-ben kiadott geográfiai szótárában így ír a faluról: „Benetine, (Benyatine), orosz falu, Ungh vgyében, ut. p. Szobránczhoz nyugot-északra 2 mfdnyire: 2 r., 245 g. kath., 29 zsidó lak. Hegyes, sovány határ. Szép erdő. Fürész és más malmok. F. u. Viczmándy és a Fekete örökösök.”
A trianoni diktátumig Ung vármegye Szobránci járásához tartozott, majd az újonnan létrehozott csehszlovák államhoz csatolták. 1939 és 1944 között újra Magyarország része volt.

## Népessége
| Év:            | 1994. | 2004.    | 2014.    | 2024.    |
| -------------- | ----- | -------- | -------- | -------- |
| Emberek száma: | 300   | 257      | 197      | 168      |
| Eltérés:       |       | -14,33 % | -23,34 % | -14,72 % |

| Év:            | 2023. | 2024.   |
| -------------- | ----- | ------- |
| Emberek száma: | 170   | 168     |
| Eltérés:       |       | -1,17 % |

1910-ben 405, többségben szlovák lakosa volt, jelentős német anyanyelvű kisebbséggel.
2001-ben 261 lakosa volt.
2011-ben 199 lakosából 165 szlovák és 24 ruszin volt.

## Neves személyek
- Itt született 1732-ben Bacsinszky András ungvári görögkatolikus püspök, munkácsi kanonok.

## Nevezetességei
- Szent Miklós püspök tiszteletére szentelt, görögkatolikus temploma 1850-ben épült.